# Seznam francouzských fotografů
Toto je seznam fotografů, kteří se narodili ve Francii nebo jejichž díla jsou s touto zemí úzce spjata.

## A
- Olympe Aguado (1827–1894)
- Jacques Alexandre (* 1944)
- Georges-Louis Arlaud (1869–1944)
- Hippolyt Arnoux (aktivní asi 1860–1890)
- Yann Arthus-Bertrand (* 1946)
- Eugène Atget (1857–1927)
- Alan Aubry

## B
- Edouard Baldus
- Bruno Barbey (1941–2020)
- Jean Baudrillard
- Hippolyte Bayard (1807–1887)
- Alfred Beau (1829–1907)
- Christophe Beauregard (* 1966)
- Laurent Benaïm (* 1965)
- Laurent Biancani
- Auguste-Rosalie Bisson
- Louis Désiré Blanquart-Evrard
- Félix Bonfils
- Edouard Boubat
- Alexandra Boulat (1962–2007), fotografka
- Jacques Bourboulon
- Mohamed Bourouissa (* 1978)
- Jean-Christian Bourcart
- Guy Bourdin
- Adeline Boutain (1862–1946), fotograf, vydavatel pohlednic
- Bruno Braquehais
- Brassaï (1899–1984), francouzský fotograf maďarského původu
- Adolphe Braun (1812–1877)
- Serge Brunier
- Jean-Marc Bustamante

## C
- Bernard Cahier
- Claude Cahun
- Sophie Calle (* 1953), fotograf a další média
- Henri Cartier-Bresson (1908–2004)
- Jean Chamoux
- Jean-Philippe Charbonnier
- Désiré Charnay
- Germaine Chaumel (1895–1982)
- Clark a Pougnaud, umělecké duo složené z fotografa a malíře
- Antoine Claudet
- Paul de Cordon

## D
- Louis-Jacques Daguerre (1787–1851)
- Luc Delahaye
- Édouard Delessert (1828–1898), malíř, archeolog a fotograf
- Patrik Demarchelier
- Thomas Devaux (* 1980)
- André-Adolphe-Eugène Disdéri
- Louis-Camille d'Olivier
- Robert Doisneau (1912–1994), fotograf
- Pierre Dubreuil (1872–1944), fotograf
- Maxime Du Camp
- Jean Louis Marie Eugène Durieu

## E
- Philippe Echaroux (* 1983)
- Wilfrid Esteve

## F
- Antoine Fauchery
- Bernard Faucon
- Flore (*a 1963), francouzsko-španělská fotografka a dcera malíře Olgy Gimeno
- Hércules Florence
- Fernand Fonssagrives
- Vincent Fournier (* 1970), pařížský fotograf původem z Burkiny Faso
- Auguste François
- Jean-Baptiste Frénet (1814–1889)

## G
- Jules Gervais-Courtellemont
- Léon Gimpel
- Joseph-Philibert Girault de Prangey
- André Giroux
- Vincent Goutal (* 1971)
- Yohann Gozard (* 1977)
- Olivier Grunewald
- Emile Gsell

## H
- Lucien Hervé (1910–2007), francouzský fotograf maďarského původu
- Henri Huet

## I
- Jules Itier

## J
- Gaspard-Pierre-Gustave Joly de Lotbinière
- Jean-François Jonvelle (* 1943)
- Valérie Jouve (* 1964), fotograf, filmař

## K
- Hugues Krafft (1853–1935), fotograf a spisovatel

## L
- Eric Lafforgue
- Suzanne Lafontová (* 1949), fotografka, instalační umělkyně
- Frédéric Lagrange
- John Launois (1928–2002), fotoreportér
- Jacques Henri Lartigue (1894–1986)
- Louis Legrand
- Gustave Le Gray
- Henri Le Secq
- Ange Leccia (* 1952), fotograf, filmař
- Jean-François Lepage (* 1960), fotograf
- Auguste a Louis Lumièrové
- Serge Lutens

## M
- Dora Maar (1907–1997), fotografka, malířka a básnířka, byla partnerkou Pabla Picassa
- Étienne-Jules Marey (1830–1904)
- Charles Marville (1816–1879)
- Pascal Meunier
- Jean-Baptiste Mondino
- Bruno de Monès (* 1952)

## N
- Nadar (1820–1910)
- Joseph Nicéphore Niépce (1765–1833), vynálezce fotografie

## Ó
- Dani Olivier (* 1969)
- André Ostier

## P
- Nicolas Pascarel (* 1966), italský fotograf francouzského původu
- Gilles Peress (* 1946), novinářský fotograf a člen agentury Magnum Photos
- Pierre et Gilles, fotografické duo
- Jean Philippe Piter (* 1968)
- Michel Poivert (* 1965), historik fotografie, prezident Société française de photographie
- Kate Polinová (* 1967), umělecká portrétní fotografka
- Herman Puig (* ?), kubánský fotograf a filmař
- Constant Puyo (1857–1933)

## R
- Gérard Rancinan
- Henri-Victor Regnault
- Bettina Rheims (* 1952), fotograf
- Marc Riboud (* 1923), fotograf
- Olivier Roller (* 1972)
- Dominique Roman (1824–1911)
- Willy Ronis (1910–2009), fotograf
- Georges Rousse (* 1947), fotograf

## S
- Lise Sarfati (* 1958), fotograf
- Jean-Louis Schoellkopf (* 1946), fotograf
- Stéphane Sednaoui (* 1960)
- Jeanloup Sieff (1933–2000)
- Camille Silvy (1834–1910)
- Hedi Slimane (* 1968), módní fotograf
- Albert Spaggiari
- Christine Spengler
- Alex Strohl (* 1989)

## T
- Chloé Tallot
- Antoine Tempé
- Jean-Baptiste Tournassoud (1866–1951), fotograf a vojenský důstojník
- Pierre Toutain-Dorbec (* 1951)
- Natalia Turine

## V
- Pierre de Vallombreuse (* 1962)
- Benedicte Van der Maar
- Xavier Veilhan (* 1963), fotograf, jiná média
- Jean-Marie Villard (1828–1899)
- Jean-Michel Voge (* 1949)
- Franck Vogel

## W
- Evrard Wendenbaum
- Albert Willecomme (1900–1971)
- Wols (1913–1951), německý fotograf, který pracoval ve Francii

## Y
- Muammer Yilmaz